# 桑斯雷
桑斯雷（法語：Censerey，法語發音：[sɑ̃sʁɛ]）是法国科多尔省的一个市镇，位于该省西南部，属于博讷区。

## 地理
桑斯雷（47°12'10"N, 4°21'15"E）面积11.99 平方千米，位于法国勃艮第-弗朗什-孔泰大區科多尔省，该省份为法国中东部省份，北起奥布省，西接涅夫勒省和约讷省，南至索恩-卢瓦尔省，东南接汝拉省，东临上索恩省，东北部与上马恩省接壤。
与桑斯雷接壤的市镇（或旧市镇、城区）包括：列奈、维扬日、叙塞、莫尔旺地区布拉泽、迪扬塞。
桑斯雷的时区为UTC+01:00、UTC+02:00（夏令时）。

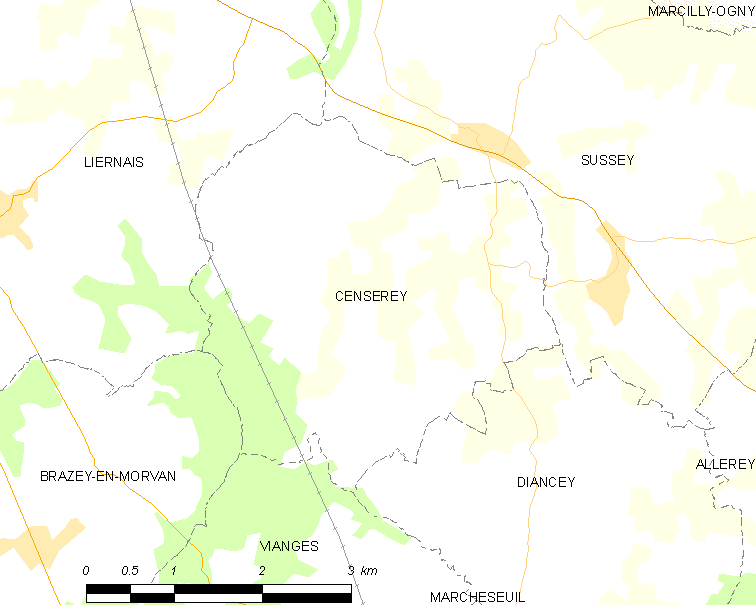
桑斯雷的OSM定位图

## 行政
桑斯雷的邮政编码为21430，INSEE市镇编码为21124。

## 政治
桑斯雷所属的省级选区为阿尔奈勒迪克县。

## 人口

1962-2008年间桑斯雷人口变化图示

桑斯雷于2022年1月1日时的人口数量为180人。